# Сузука
Сузука (јап. 鈴鹿市) град је у Јапану у префектури Мије. Према попису становништва из 2005. у граду је живело 193.114 становника.

## Становништво
Према подацима са пописа, у граду је 2005. године живело 193.114 становника.
| 1995.   | 2000.   | 2005.   |
| ------- | ------- | ------- |
| 179.800 | 186.151 | 193.114 |